# GSC6021-1110
GSC6021-1110 — хімічно пекулярна зоря спектрального класу F0, що має видиму зоряну величину в смузі V приблизно 10,7.

## Пекулярний хімічний склад
Зоряна атмосфера GSC6021-1110 має підвищений вміст 
Si
.